# Kelly Holmes
Kelly Holmes, född 19 april 1970 är en brittisk före detta friidrottare (medeldistanslöpare). Hon började sin idrottskarriär i den brittiska armén, där hon blev fanjunkare vid Royal Army Physical Training Corps.
Holmes vann två guldmedaljer vid olympiska sommarspelen 2004 i Aten och 
blev därmed den tredje kvinnan någonsin att vinna både 800 meter och 1500 meter vid ett olympiskt mästerskap. Hon valde i slutet av 2005 att avsluta sin aktiva karriär.
Holmes utnämndes 2005 till kommendör av 1 klass av Brittiska imperieorden och tituleras därför Dame Kelly.

## Personliga rekord
- 200 meter -    25,29
- 400 meter -    53,8
- 800 meter -  1.56,21
- 1500 meter - 3.57,90
- 1 mile -     4.28,04
- 3000 meter - 9.01,91